# Muin Çami
Muin Çami (ur. 13 lutego 1923 w Gjirokastrze, zm. 14 grudnia 2011 w Tiranie) – albański historyk.

## Życiorys
Uczył się w gimnazjum w Gjirokastrze. Naukę przerwał w 1940, kiedy podjął pracę w firmie Selfo, a następnie w 1942 pracował jako telegrafista w Tepelenie. W 1944 związał się z ruchem oporu i pełnił służbę w VIII Brygadzie. Po zakończeniu wojny pracował jako radiotelegrafista w ministerstwie spraw wewnętrznych, a w latach 1946-1950 w poselstwie albańskim w Belgradzie. W 1955 ukończył w Tiranie studia historyczne, a w 1957 rozpoczął pracę w Instytucie Historii i Języka Albańskiego Uniwersytetu Tirańskiego. W 1987 obronił pracę doktorską, a w 1994 uzyskał tytuł profesorski.
W swojej pracy badawczej koncentrował się na zagadnieniach historii albańskiej dyplomacji i polityki międzynarodowej w okresie 1912-1939. W latach 1976–1990 pełnił funkcję zastępcy redaktora naczelnego czasopisma Studime historike, współpracował także przy opracowaniu czterotomowej edycji Historii Albanii. W 1989 został uhonorowany Orderem Naima Frashëriego I klasy.
W 1990 przeszedł na emeryturę, ale nie przerwał działalności popularyzatorskiej w zakresie historii. Współpracował z Narodowym Muzeum Historycznym w Tiranie. Był autorem sześciu monografii i 50 artykułów naukowych.

## Wybrane dzieła
- 1969: Lufta çlirimtare antiimperialiste e popullit shqiptar vitet 1918-1920 (Wojna wyzwoleńcza antyimperalistyczna ludu albańskiego w latach 1918-1920)
- 1977: Çështje të lëvizjes demokratike dhe revolucionare shqiptare në vitet 1921-1924
- 1983: Aspects essentiels du mouvement national et democratique albanais des annees 1913-1920 : Conference Nationale consacree au 70-e anniversaire de la Proclamation de L'Indipendance de L'Albanie
- 1987: Shqipëria në marrëdhëniet ndërkombëtare (1914-1918) (Albania w stosunkach międzynarodowych 1914-1918)
- 1999: Shqiptarët dhe francezët në Korçë (1916-1920) (Albańczycy i Francuzi w Korczy 1916-1920)
- 2000: Lufta e Vlorës. Faktorët e fitores (Bitwa o Wlorę. Czynniki zwycięstwa)
- 2007: Shqipëria në rrjedhat e historisë 1912-1924 (Albania na ścieżkach historii 1912-1924)